# Football League Two 2016-2017
La EFL League Two 2016-2017, conosciuta anche con il nome di Sky Bet League Two per motivi di sponsorizzazione, è stato il 59º campionato inglese di calcio di quarta divisione, nonché il 13º con la denominazione di League Two. 
La stagione regolare ha avuto inizio il 6 agosto 2016 e si è conclusa il 6 maggio 2017, mentre i play off si sono svolti tra il 14 ed il 28 maggio 2017. Ad aggiudicarsi la vittoria è stato il blasonato Portsmouth. Il successo, il primo nella categoria, ha garantito ai Pompey il ritorno dopo cinque anni nella divisione superiore. Le altre tre promozioni in Football League One, sono state invece conseguite dal Plymouth Argyle (2º classificato), dal Doncaster Rovers (3º classificato) e dal Blackpool (vincitore dei play off). 
Capocannonieri del torneo sono stati John Akinde (Barnet) e John Marquis (Doncaster Rovers) con 26 reti a testa.

## Stagione

### Novità
Al termine della stagione precedente, insieme ai campioni di lega del Northampton Town (al secondo titolo di quarta divisione della loro storia), salirono direttamente in Football League One anche l'Oxford United (2º classificato) ed il neopromosso Bristol Rovers (3º classificato). Mentre l'AFC Wimbledon, 7º classificato, raggiunse la promozione attraverso i play-off. Il Dagenham & Redbridge e lo York City, che occuparono le ultime due posizioni della classifica, non riuscirono invece a mantenere la categoria e scesero in National League.
Queste sei squadre furono rimpiazzate dalle quattro retrocesse dalla Football League One: Doncaster Rovers, Blackpool (alla seconda retrocessione consecutiva), Colchester United (relegato dopo diciannove anni nel quarto livello del calcio inglese) e Crewe Alexandra e dalle due promosse provenienti dalla National League: Cheltenham Town e Grimsby Town (quest'ultimo riuscì a ritornare dopo sette anni in Football League).

### Formula
Le prime tre classificate venivano promosse direttamente in Football League One, insieme alla vincente dei play off a cui partecipavano le squadre giunte dal 4º al 7º posto. Mentre le ultime due classificate retrocedevano in National League.

## Squadre Partecipanti
| Squadra            | Stagione | Città                | Stadio                       | Stagione precedente                          |
| ------------------ | -------- | -------------------- | ---------------------------- | -------------------------------------------- |
| Accrington Stanley | dettagli | Accrington           | Crown Ground                 | 4º posto in Football League Two              |
| Barnet             | dettagli | Londra (High Barnet) | The Hive Stadium             | 15º posto in Football League Two             |
| Blackpool          | dettagli | Blackpool            | Bloomfield Road              | 22º posto in Football League One, retrocesso |
| Cambridge United   | dettagli | Cambridge            | Abbey Stadium                | 9º posto in Football League Two              |
| Carlisle United    | dettagli | Carlisle             | Brunton Park                 | 10º posto in Football League Two             |
| Cheltenham Town    | dettagli | Cheltenham           | Whaddon Road                 | 1º posto in National League, promosso        |
| Colchester United  | dettagli | Colchester           | Colchester Community Stadium | 23º posto in Football League One, retrocesso |
| Crawley Town       | dettagli | Crawley              | Broadfield Stadium           | 20º posto in Football League Two             |
| Crewe Alexandra    | dettagli | Crewe                | Alexandra Stadium            | 24º posto in Football League One, retrocesso |
| Doncaster Rovers   | dettagli | Doncaster            | Keepmoat Stadium             | 22º posto in Football League One, retrocesso |
| Exeter City        | dettagli | Exeter               | St James Park                | 13º posto in Football League Two             |
| Grimsby Town       | dettagli | Grimsby              | Blundell Park                | 4º posto in National League, promosso        |
| Hartlepool United  | dettagli | Hartlepool           | Victoria Park                | 16º posto in Football League Two             |
| Leyton Orient      | dettagli | Londra (Leyton)      | Brisbane Road                | 8º posto in Football League Two              |
| Luton Town         | dettagli | Luton                | Kenilworth Road              | 14º posto in Football League Two             |
| Mansfield Town     | dettagli | Mansfield            | Field Mill                   | 11º posto in Football League Two             |
| Morecambe          | dettagli | Morecambe            | Globe Arena                  | 21º posto in Football League Two             |
| Newport County     | dettagli | Newport              | Rodney Parade                | 22º posto in Football League Two             |
| Notts County       | dettagli | Nottingham           | Meadow Lane                  | 17º posto in Football League Two             |
| Plymouth Argyle    | dettagli | Plymouth             | Home Park                    | 5º posto in Football League Two              |
| Portsmouth         | dettagli | Portsmouth           | Fratton Park                 | 6º posto in Football League Two              |
| Stevenage          | dettagli | Stevenage            | Broadhall Way                | 18º posto in Football League Two             |
| Wycombe Wanderers  | dettagli | High Wycombe         | Adams Park                   | 12º posto in Football League Two             |
| Yeovil Town        | dettagli | Yeovil               | Huish Park                   | 19º posto in Football League Two             |

## Classifica finale
|  | Pos. | Squadra            | Pt | G  | V  | N  | P  | GF | GS | DR  |
|  | ---- | ------------------ | -- | -- | -- | -- | -- | -- | -- | --- |
|  | 1.   | Portsmouth         | 87 | 46 | 26 | 9  | 11 | 79 | 40 | +39 |
|  | 2.   | Plymouth           | 87 | 46 | 26 | 9  | 11 | 71 | 46 | +25 |
|  | 3.   | Doncaster          | 85 | 46 | 25 | 10 | 11 | 85 | 55 | +30 |
|  | 4.   | Luton Town         | 77 | 46 | 20 | 17 | 9  | 70 | 43 | +27 |
|  | 5.   | Exeter City        | 71 | 46 | 21 | 8  | 17 | 74 | 56 | +18 |
|  | 6.   | Carlisle Utd       | 71 | 46 | 18 | 17 | 11 | 69 | 68 | +1  |
|  | 7.   | Blackpool          | 70 | 46 | 18 | 16 | 12 | 69 | 45 | +24 |
|  | 8.   | Colchester Utd     | 69 | 46 | 19 | 12 | 15 | 68 | 57 | +11 |
|  | 9.   | Wycombe            | 69 | 46 | 19 | 12 | 15 | 58 | 53 | +5  |
|  | 10.  | Stevenage          | 67 | 46 | 20 | 7  | 19 | 67 | 63 | +4  |
|  | 11.  | Cambridge Utd      | 66 | 46 | 19 | 9  | 18 | 58 | 50 | +8  |
|  | 12.  | Mansfield Town     | 66 | 46 | 17 | 15 | 14 | 52 | 50 | +2  |
|  | 13.  | Accrington Stanley | 65 | 46 | 19 | 14 | 15 | 59 | 56 | +3  |
|  | 14.  | Grimsby Town       | 62 | 46 | 17 | 11 | 18 | 59 | 63 | -4  |
|  | 15.  | Barnet             | 57 | 46 | 14 | 15 | 17 | 57 | 64 | -7  |
|  | 16.  | Notts County       | 56 | 46 | 16 | 8  | 22 | 54 | 76 | -22 |
|  | 17.  | Crewe Alexandra    | 55 | 46 | 14 | 13 | 19 | 58 | 67 | -9  |
|  | 18.  | Morecambe          | 52 | 46 | 14 | 10 | 22 | 53 | 73 | -20 |
|  | 19.  | Yeovil Town        | 50 | 46 | 11 | 17 | 18 | 49 | 65 | -16 |
|  | 20.  | Cheltenham Town    | 50 | 46 | 12 | 14 | 20 | 49 | 69 | -20 |
|  | 21.  | Crawley Town       | 51 | 46 | 13 | 12 | 21 | 53 | 71 | -18 |
|  | 22.  | Newport County     | 48 | 46 | 12 | 12 | 22 | 51 | 74 | -23 |
|  | 23.  | Hartlepool Utd     | 46 | 46 | 11 | 13 | 22 | 54 | 75 | -21 |
|  | 24.  | Leyton Orient      | 36 | 46 | 10 | 6  | 30 | 47 | 87 | -40 |

Legenda:
      Promosso in EFL League One 2017-2018.
  Ammesso ai play-off.
      Retrocesso in National League 2017-2018.
Regolamento:
Tre punti a vittoria, uno a pareggio, zero a sconfitta.
In caso di arrivo di due o più squadre a pari punti, la graduatoria verrà stilata secondo i seguenti criteri:
- differenza reti
- maggior numero di gol segnati
- classifica avulsa
- spareggio

## Spareggi

### Play-off

#### Tabellone
|  | Semifinali | Semifinali   | Semifinali | Semifinali | Semifinali |  |  | Finale | Finale      | Finale |  |
|  |            |              |            |            |            |  |  |        |             |        |  |
|  | 7          | Blackpool    | 3          | 3          | 6          |  |  |        |             |        |  |
|  | 4          | Luton Town   | 2          | 3          | 5          |  |  | 7      | Blackpool   | 2      |  |
|  | 6          | Carlisle Utd | 3          | 2          | 5          |  |  | 5      | Exeter City | 1      |  |
|  | 5          | Exeter City  | 3          | 3          | 6          |  |  |        |             |        |  |

#### Semifinali

##### Andata
| Arbitro: | Nigel Miller |

|                            |           |                       |
| Cullen 19’, 47’ 67’ (rig.) | Marcatori | 26’ Potts 28’ Vassell |

| Arbitro: | David Webb |

|                                                   |           |                                  |
| Moore-Taylor 32’ (aut.) O'Sullivan 72’ Miller 73’ | Marcatori | 15’ Grant 45’ Harley 56’ Wheeler |

##### Ritorno
| Arbitro: | Darren Deadman |

|                                                  |           |                                                 |
| Mellor 36’ (aut.) Cuthbert 45’ Hylton 57’ (rig.) | Marcatori | 22’ Delfouneso 76’ Gnanduillet 90’ (aut.) Moore |

| Arbitro: | Dean Whitestone |

|                               |           |                            |
| Watkins 10’, 79’ Stacey 90+5’ | Marcatori | 81’ Kennedy 90’ O'Sullivan |

#### Finale
| Arbitro: | Darren England |

|                     |           |             |
| Potts 3’ Cullen 65’ | Marcatori | 40’ Wheeler |

## Statistiche

### Squadre

#### Primati stagionali
Squadre
- Maggior numero di vittorie: Portsmouth e Plymouth (26)
- Minor numero di vittorie: Leyton Orient (10)
- Maggior numero di pareggi: Luton Town; Carlisle United e Yeovil Town (17)
- Minor numero di pareggi: Leyton Orient (6)
- Maggior numero di sconfitte: Leyton Orient (30)
- Minor numero di sconfitte: Luton Town (9)
- Miglior attacco: Doncaster Rovers (85 goal fatti)
- Peggior attacco: Leyton Orient (47 goal fatti)
- Miglior difesa: Portsmouth (40 goal subiti)
- Peggior difesa: Leyton Orient (87 goal subiti)
- Miglior differenza reti: Portsmouth (+39)
- Peggior differenza reti: Leyton Orient (-40)

Partite
- Partita con maggiore scarto di gol: Stevenage-Hartlepool United 6-1; Plymouth Argyle-Newport County 6-1; Portsmouth-Cheltenham Town 6-1 (5)
- Partita con più reti: Mansfield Town-Accrington Stanley 4-4 (8)

### Individuali

#### Classifica marcatori
Aggiornata al 28 maggio 2017
| Gol | Rigori |  | Giocatore     | Squadra           |
| --- | ------ |  | ------------- | ----------------- |
| 26  | 6      |  | John Akinde   | Barnet            |
| 26  | 1      |  | John Marquis  | Doncaster Rovers  |
| 21  | 4      |  | Danny Hylton  | Luton Town        |
| 20  | 5      |  | Matt Godden   | Stevenage         |
| 20  | 5      |  | James Collins | Crawley Town      |
| 19  | 3      |  | Omar Bogle    | Grimsby Town      |
| 17  | 2      |  | Luke Berry    | Cambridge United  |
| 17  |        |  | David Wheeler | Exeter City       |
| 16  | 4      |  | Chris Porter  | Colchester United |
| 14  | 3      |  | Graham Carey  | Plymouth Argyle   |
| 14  | 1      |  | Pádraig Amond | Hartlepool United |
| 14  | 1      |  | Jon Stead     | Notts County      |
| 14  | 1      |  | Charlie Wyke  | Carlisle United   |
| 14  |        |  | Chris Dagnall | Crewe Alexandra   |